# Брейкинг на летних Олимпийских играх 2024 — квалификация
В соревнованиях по брейк-дансу на летних Олимпийских играх 2024 по результатам квалификации примут участие 32 спортсмена (по 16 би-боев и би-гёрлз), представляющие свои соответствующие НОК, максимум по двое от каждого пола. Все брейкдансеры должны пройти трехэтапный отборочный цикл, чтобы завоевать путевку на Игры на следующих турнирах: чемпионат мира 2023 года, континентальные чемпионаты (Европейские игры, Азиатские игры, Панамериканские игры, чемпионаты Африки и Океании) и четырехмесячная серия Олимпийских квалификационных турниров.

## Правила квалификации
В общей сложности 32 брейкдансера (по шестнадцать человек каждого пола) примут участие в олимпийских соревнованиях в Париже-2024. Каждый Национальный олимпийский комитет имеет право направить максимум четырех брейкдансеров с равным распределением между юношами и девушками. Квотные места являются именными. Распределены эти квалификационные будут в следующем порядке:
- Чемпионат мира 2023 года — победители чемпионата мира WDSF 2023 года, который запланирован на 23-24 сентября в Лёвене, Бельгия, получат по одной квоте, соответственно в олимпийские турниры среди юношей и девушек.
- Континентальные квалификационные соревнования — юноши и девушки, занявшие первые места на каждом из пяти континентальных квалификационных турнирах (Африка, Азия, Европа, Северная и Южная Америка, Океания), получат квотированное место с соблюдением лимита в два брейкдансера каждого пола от каждого НОК. Если два брейкдансера из одной и той же страны доминируют на чемпионате мира WDSF и соответствующем континентальном квалификационном турнире, первый будет квалифицирован непосредственно на Игры, а второму будет предоставлена еще одна возможность завоевать квоту для своего Национального олимпийского комитета через Олимпийскую квалификационную серию (OQS).[3]
- Олимпийская квалификационная серия — семь лучших юношей и девушек после проведения четырехмесячной серии квалификационных соревнований получат личные квоты, соблюдая лимит в два брейкдансера от одного НОК.
- Принимающая страна — как принимающая страна, Франция получает по одному квотному месту для соревнований среди юношей и девушек. Если два французских брейкдансера каждого пола пройдут квалификацию напрямую по любому из трех вариантов (чемпионаты мира, континентальные соревнования или олимпийская отборочная серия), места принимающей страны будут перераспределены следующему брейкдансеру по результатам OQS.[1]
- Универсальные места — две квоты будут предоставлены соответствующим НОК с тем, чтобы их брейкдансеры соревновались в Париже в 2024 году в соответствии с принципом универсальности.

## Квалификационные соревнования
| Соревнование                       | Период                             | Место проведения |
| ---------------------------------- | ---------------------------------- | ---------------- |
| Чемпионат мира по брейк-дансу 2023 | 22 — 24 сентября 2023              | Лёвен            |
| Чемпионат Африки 2023              | 12 — 13 мая 2023                   | Рабат            |
| Европейские игры 2023              | 26 — 27 июня 2023                  | Новы-Сонч        |
| Азиатские игры 2022                | 6 — 7 октября 2023                 | Ханчжоу          |
| Чемпионат Океании 2023             | 27 — 28 октября 2023               | Сидней           |
| Панамериканские игры 2023          | 3 — 4 ноября 2023                  | Сантьяго         |
| Олимпийская квалификационная серия | 16 — 19 мая 2024 20 — 23 июня 2024 | Шанхай Будапешт  |

## Квалифицированные страны
| Страна                       | Би-бои | Би-гёрлз | Всего |
| ---------------------------- | ------ | -------- | ----- |
| Австралия                    | 1      | 1        | 2     |
| Италия                       |        | 1        | 1     |
| Казахстан                    | 1      |          | 1     |
| Канада                       | 1      |          | 1     |
| Китай                        | 1      | 2        | 3     |
| Республика Корея             | 1      |          | 1     |
| Литва                        |        | 1        | 1     |
| Марокко                      | 1      | 1        | 2     |
| Нидерланды                   | 2      | 1        | 3     |
| Олимпийская сборная беженцев |        | 1        | 1     |
| Португалия                   |        | 1        | 1     |
| США                          | 2      | 2        | 4     |
| Тайвань                      | 1      |          | 1     |
| Украина                      | 1      | 2        | 3     |
| Франция                      | 2      | 2        | 4     |
| Япония                       | 2      | 2        | 4     |
| ВСЕГО: 16 НОК                | 16     | 17       | 33    |

## Квалифицированные спортсмены

### Би-бои
| Соревнование                                          | Квоты | Страны           | Брейкдансер      |
| ----------------------------------------------------- | ----- | ---------------- | ---------------- |
| Принимающая страна                                    | 1     | Франция          | Гаэтан Ален      |
| Чемпионат мира по брейк-дансу 2023                    | 1     | США              | Виктор Монтальво |
| Чемпионат Африки 2023                                 | 1     | Марокко          | Билал Маллах     |
| Европейские игры 2023                                 | 1     | Франция          | Дани Сивиль      |
| Азиатские игры 2022                                   | 1     | Япония           | Сигэюки Накараи  |
| Чемпионат Океании 2023                                | 1     | Австралия        | Джеффри Дэн Арпи |
| Панамериканские игры 2023                             | 1     | Канада           | Филип Ким        |
| Олимпийская квалификационная серия                    | 7     | Нидерланды       | Ли-Лу Демьер     |
| Олимпийская квалификационная серия                    | 7     | Республика Корея | Ким Хон Ю        |
| Олимпийская квалификационная серия                    | 7     | Япония           | Хирото Оно       |
| Олимпийская квалификационная серия                    | 7     | Китай            | Ци Сяньгуй       |
| Олимпийская квалификационная серия                    | 7     | США              | Джеффри Луис     |
| Олимпийская квалификационная серия                    | 7     | Казахстан        | Амир Закиров     |
| Олимпийская квалификационная серия                    | 7     | Нидерланды       | Менно ван Горп   |
| Перераспределение неиспользованных универсальных мест | 2     | Тайвань          | Сунь Чэнь        |
| Перераспределение неиспользованных универсальных мест | 2     | Украина          | Олег Кузнецов    |
| Всего                                                 | 16    |                  |                  |

### Би-гёрлз
| Соревнование                                          | Квоты | Страны                       | Брейкдансер        |
| ----------------------------------------------------- | ----- | ---------------------------- | ------------------ |
| Принимающая страна                                    | 1     | Франция                      | Карлота Дудек      |
| Чемпионат мира по брейк-дансу 2023                    | 1     | Литва                        | Доминика Баневич   |
| Чемпионат Африки 2023                                 | 1     | Марокко                      | Фатима Эль-Мамуни  |
| Европейские игры 2023                                 | 1     | Нидерланды                   | Индия Сарджо       |
| Азиатские игры 2022                                   | 1     | Китай                        | Лю Цинъи           |
| Чемпионат Океании 2023                                | 1     | Австралия                    | Рэйчел Ганн        |
| Панамериканские игры 2023                             | 1     | США                          | Санни Чои          |
| Олимпийская квалификационная серия                    | 7     | Япония                       | Ами Юаса           |
| Олимпийская квалификационная серия                    | 7     | Япония                       | Аюми Фукусима      |
| Олимпийская квалификационная серия                    | 7     | Франция                      | Сия Дембеле        |
| Олимпийская квалификационная серия                    | 7     | США                          | Логан Эдра         |
| Олимпийская квалификационная серия                    | 7     | Китай                        | Цзэн Инин          |
| Олимпийская квалификационная серия                    | 7     | Украина                      | Екатерина Павленко |
| Олимпийская квалификационная серия                    | 7     | Италия                       | Антилаи Сандрини   |
| Специальная квота                                     | 1     | Олимпийская сборная беженцев | Манижа Талаш       |
| Перераспределение неиспользованных универсальных мест | 2     | Португалия                   | Ванесса Марина     |
| Перераспределение неиспользованных универсальных мест | 2     | Украина                      | Анна Пономаренко   |
| Всего                                                 | 17    |                              |                    |